# Melacheval
Melacheval là một thị xã panchayat của quận Tirunelveli thuộc bang Tamil Nadu, Ấn Độ.

## Nhân khẩu
Theo điều tra dân số năm 2001 của Ấn Độ, Melacheval có dân số 7340 người. Phái nam chiếm 49% tổng số dân và phái nữ chiếm 51%. Melacheval có tỷ lệ 71% biết đọc biết viết, cao hơn tỷ lệ trung bình toàn quốc là 59,5%: tỷ lệ cho phái nam là 78%, và tỷ lệ cho phái nữ là 64%. Tại Melacheval, 12% dân số nhỏ hơn 6 tuổi.